# منگکه باته‌ئر
مِـنگکه باته‌ئر (چینی: 王丽坤؛ زادهٔ ۲۰ نوامبر ۱۹۷۵) یک بازیکن بسکتبال اهل چین است. از فیلم‌ها یا برنامه‌های تلویزیونی که وی در آن نقش داشته است می‌توان به محافظان و آدمکش‌ها اشاره کرد. از باشگاه‌هایی که در آن بازی کرده‌است می‌توان به سن آنتونیو اسپرز و دنور ناگتس اشاره کرد.